# Emo trap
El Emo trap (también conocido como emo rap, o sad rap) es un subgénero del hip hop que fusiona estilos comúnmente usados en la música trap con temas líricos y voces comúnmente encontradas en la música emo, así también como elementos de otros géneros de rock estrechamente asociados como el indie rock, pop punk y nu metal. En esta corriente, destacan varios artistas cómo Lil Peep, XXXTentacion, Juice WRLD, entre otros.

## Estilo y características
Se puede apreciar que el emo trap, se distancia de los tonos más conocidos del hip hop convencional, a favor de un contenido lírico que se centra más en lo emocional y personal. Se caracteriza por la combinación de elementos que se utilizan a menudo en el trap haciendo una fusión con instrumentos del Rock Alternativo. Uno de sus exponentes, Lil Peep, describió a este género cómo «un poco nostálgico, pero nuevo. nadie ha hecho algo parecido».
Se podría decir que es un estilo musical del trap muy ligado al emo, algunos artistas de este género son muy diferenciables entre sí debido a sus influencias artísticas. El emo trap puede abarcar influencias de otros géneros similares como el nü metal, Rock Alternativo, Lo-Fi y Post Hardcore, pero siempre manteniendo la temática emocional como factor común.

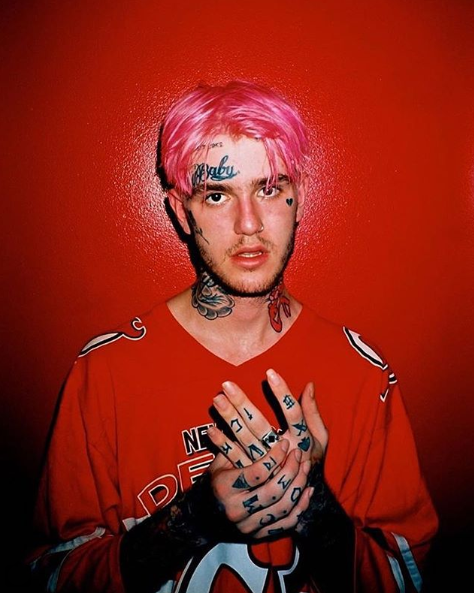
Lil Peep, fue un referente del "emo trap", generalmente los artistas de este subgénero son conocidos por tener un fuerte estilo emocional y un profundo desprecio hacia la vida misma.

El término fue acuñado por SpaceGhostPurrp en una entrevista de Pitchfork en 2012. SpaceGhostPurrp también se considera como una referencia en el dark trap y en el rap alternativo. El rapero Black Kray creó Goth Money Records en 2014, el primer proyecto de emo trap. 
Generalmente el género incorpora el uso de instrumentos reales. A menudo utiliza samples de canciones punk y emo de los 2000's. Gran parte del sampleo (base principal al momento de componer y producir las instrumentales) se debe a los artistas emo que inspiraron, como Blink-182, Underoath, My Chemical Romance, Brand New, AFI, Panic! At the Disco, NOFX y La Dispute,como así también artistas de nü metal como Korn, Linkin Park, Marilyn Manson, Limp Bizkit, Deftones y System of a Down. Las corrientes artísticas nacidas en el Internet también influenciaron a la escena, implementando sonoridades vintage o de mala calidad (hecho de manera intencionada) propias del Lofi HipHop o una estética visual muy cercana al aestethics propios de géneros como el Vaporwave, SynthWave, Cloud Rap,entre otros.
El emotrap nace como una reformulación más moderna del rock de la década de los 2000, siendo los samples de las instrumentales de las bandas ya mencionadas la base atmosférica de las canciones que los raperos componen hoy en día.